# Liste des codes OACI des aéroports/U
- A
- B
- C
- D
- E
- F
- G
- H
- I
- J
- K
- L
- M
- N
- O
- P
- Q
- R
- S
- T
- U
- V
- W
- X
- Y
- Z

## UA
- UAAA : Aéroport International d'Almaty
- UACC : Aéroport International d'Astana
- UAFA : Tamga, Ysyk-Köl (province), Kirghizistan
- UAFB : Aéroport régional de Batken, Batken (province), Kirghizistan
- UAFE : Kerben, Jalal-Abad (province), Kirghizistan
- UAFF : Tokmok, Province de Tchouï, Kirghizistan
- UAFG : Cholpon-Ata, Ysyk-Köl (province), Kirghizistan
- UAFI : Isfana, Batken (province), Kirghizistan
- UAFJ : Aéroport régional de Jalal-Abad, Jalal-Abad (province), Kirghizistan
- UAFL : Aéroport international de Ysyk-Köl, Tamchy, Ysyk-Köl (province), Kirghizistan
- UAFM : FRU Aéroport international de Manas, Bichkek, Kirghizistan
- UAFN : Aéroport régional de Naryn, Naryn (province), Kirghizistan
- UAFO : OSS Aéroport international de Och, Och, Kirghizistan
- UAFP : Karakol, Ysyk-Köl (province), Kirghizistan
- UAFR : Balykchy, Ysyk-Köl (province), Kirghizistan
- UAFS : Kyzyl-Kiya, Batken (province), Kirghizistan
- UAFT : Aéroport régional de Talas, Talas (province), Kirghizistan
- UAFU : Bichkek, Kirghizistan
- UAFW : Kant, Province de Tchouï, Kirghizistan
- UAFZ : Kazarman, Jalal-Abad (province), Kirghizistan
- UASU : Ourdchar, Kazakhstan

## UB
Azerbaïdjan :
- UBBB : Aéroport international Heydar Aliyev de Bakou

## UD
Arménie :
- UDSG : Aéroport international Shirak
- UDYE : Aéroport Erebouni
- UDYZ : Aéroport international Zvartnots

## UG
- UGSS : Aéroport de Soukhoumi-Dranda

## UH
- UHWW : Aéroport international de Vladivostok

## UI
- UIIB : Base aérienne de Belaïa

## UL
- ULAA : Aéroport Talagi.
- ULLI : Aéroport international Pulkovo.
- ULOO : Aérodrome Princesse Olga de Pskov.

## UM
- UMMS : Aéroport international de Minsk à Minsk (Biélorussie)

## UN
- UNAA : Aéroport international d'Abakan.
- UNKM : Aérodrome Tcheremchanka de Krasnoïarsk.

## UR
- URKA : Aéroport d'Anapa
- URMF : Base aérienne de Mozdok
- URSS : Aéroport international de Sotchi

## US
- USDA : Aéroport international de Sabetta

## UT
- UTAA : Aéroport d'Achgabat, Turkménistan
- UTTT : Aéroport international de Tachkent, Ouzbékistan

## UU
Russie :
- UUBB : Aéroport de Bykovo, Moscou
- UUBS : Aéroport de Smolensk
- UUDD : Aéroport international Domodedovo
- UUEE : Aéroport international Cheremetievo Moscou
- UUWW : Aéroport international de Vnoukovo Moscou
- UUMO : Ostafyevo International Airport Moscou